# Zhang Xiaoping
Zhang Xiaoping (n. 1 aprilie 1982, Xilinhot⁠(d), Mongolia Interioară, Republica Populară Chineză) este un boxer chinez, medaliat olimpic. A participat la o ediție a Jocurilor Olimpice (2008) în care a câștigat o medalie de aur.